# Small Planet Airlines
Small Planet Airlines (voorheen FlyLAL Charters) was een Litouwse luchtvaartmaatschappij, gevestigd op Luchthaven Vilnius.

## Geschiedenis
De maatschappij werd in maart 2007 opgericht als dochteronderneming van de Litouwse maatschappij FlyLAL onder de naam FlyLAL Charters. In oktober 2008 werden de eerste vluchten uitgevoerd. In 2009 werden de nevenvestigingen FlyLAL Charter Eesti in Estland en FlyLAL Charter PL in Polen opgericht. In datzelfde jaar beëindigde de moedermaatschappij FlyLAL haar activiteiten. FlyLAL Charters bleef doorvliegen op haar eigen licentie en veranderde in juli 2010 haar naam in Small Planet Airlines.
Nadat in oktober 2018 Small Planet Airlines Germany en in begin november 2018 Small Planet Airlines Poland haar activiteiten staakten, viel uiteindelijk eind november ook het doek voor het moederbedrijf. Op het moment van het faillissement had de maatschappij nog negen vliegtuigen in dienst, opererend vanuit Vilnius en Billund.

## Vloot
De luchtvloot van Small Planet Airlines bestond in december 2016 uit:
| Toesteltype     | Aantal | passagiers |
| --------------- | ------ | ---------- |
| Airbus A320-200 | 19     | 180        |
| Airbus A321     | 6      | 220        |
| Totaal          | 25     |            |